# Quasi-wojna
Quasi-wojna (ang. Quasi-War, fr. Quasi-guerre) – nigdy niewypowiedziana wojna toczona w latach 1798–1800, głównie na morzach i oceanach świata, pomiędzy Stanami Zjednoczonymi a I Republiką Francuską. W Stanach Zjednoczonych konflikt ten był czasami nazywany również wojną francusko-amerykańską, niewypowiedzianą wojną z Francją, niewypowiedzianą wojną morską, wojną piracką, małą wojną, a nawet półwojną.

## Podłoże
Królestwo Francji było głównym sprzymierzeńcem Stanów Zjednoczonych podczas amerykańskiej wojny rewolucyjnej, a w 1778 roku zawarło nawet traktat sojuszniczy z USA. Jednak w roku 1794, po obaleniu przez rewolucję francuską monarchii, rząd amerykański doszedł do porozumienia z Królestwem Wielkiej Brytanii zawierając tzw. Traktat Jaya, który pozwalał rozwiązać niektóre sporne kwestie pozostałe od czasów wojny o niepodległość USA. Traktat zawierał również istotne postanowienia o znaczeniu gospodarczym.
Fakt, że Stany Zjednoczone zadeklarowały neutralność w konflikcie Wielkiej Brytanii z rewolucyjną Francją, jak również to, że w Ameryce przygotowano ustawy ułatwiające handel z Brytyjczykami, przyczyniły się do zmiany pozycji Francuzów wobec USA. Sytuację pogorszyła odmowa dalszego spłacenia zadłużenia Stanów Zjednoczonych wobec Francji pod pretekstem, że dług został zaciągnięty u Korony Francuskiej, nie zaś republiki.
Francuska marynarka wojenna zaczęła zatrzymywać i zajmować amerykańskie statki handlujące z Brytyjczykami, a nadto odmówiono przyjęcia nowego ambasadora amerykańskiego Charlesa Pinckneya, który przybył do Paryża w grudniu 1796 roku. W swym orędziu o stanie państwa wygłoszonym na forum Kongresu na zakończenie roku 1797, prezydent John Adams poinformował o francuskiej odmowie negocjacji i wezwał do „przyjęcia przez nasz kraj właściwej postawy obronnej”. W kwietniu 1798 Adams poinformował Kongres o tzw. „aferze XYZ”, czyli o francuskich agentach, którzy domagali się ogromnej łapówki dla ministra spraw zagranicznych Talleyranda za przywrócenie stosunków dyplomatycznych między obydwoma krajami.
Francuska flota zadała poważne straty żegludze amerykańskiej. Sekretarz stanu Timothy Pickering doniósł Kongresowi 21 czerwca 1797 roku, że w ciągu minionych jedenastu miesięcy Francuzi zajęli 316 amerykańskich statków handlowych. Z tej przyczyny stawki ubezpieczeniowe w żegludze amerykańskiej wzrosły ponad pięciokrotnie. Tymczasem francuskie okręty krążyły wzdłuż atlantyckiego wybrzeża USA praktycznie bezkarne. Administracja nie dysponowała okrętami wojennymi – ostatni został sprzedany w roku 1785. Stany Zjednoczone posiadały jedynie flotyllę małych kutrów celnych i kilka zaniedbanych fortów nadbrzeżnych.
Rosnąca aktywność kaprów z rewolucyjnej Francji wymagała odtworzenia United States Navy, która byłaby w stanie ochraniać coraz liczniejsze amerykańskie statki handlowe. Kongres upoważnił prezydenta do pozyskania, uzbrojenia i obsadzenia załogami zaledwie 12 okrętów, maksymalnie 22-działowych. Natychmiast zakupiono kilka statków i przekształcono w okręty wojenne.
7 lipca 1798 roku, dzień w którym Kongres unieważnił traktaty zawarte z Francją, uważa się za datę rozpoczęcia quasi-wojny. W dwa dni później Kongres, w ustawie o ochronie handlu, zezwolił na atakowanie francuskich okrętów wojennych znajdujących się w granicach jurysdykcji Stanów Zjednoczonych, lub gdzie indziej, na pełnym morzu.

## Starcia na morzu

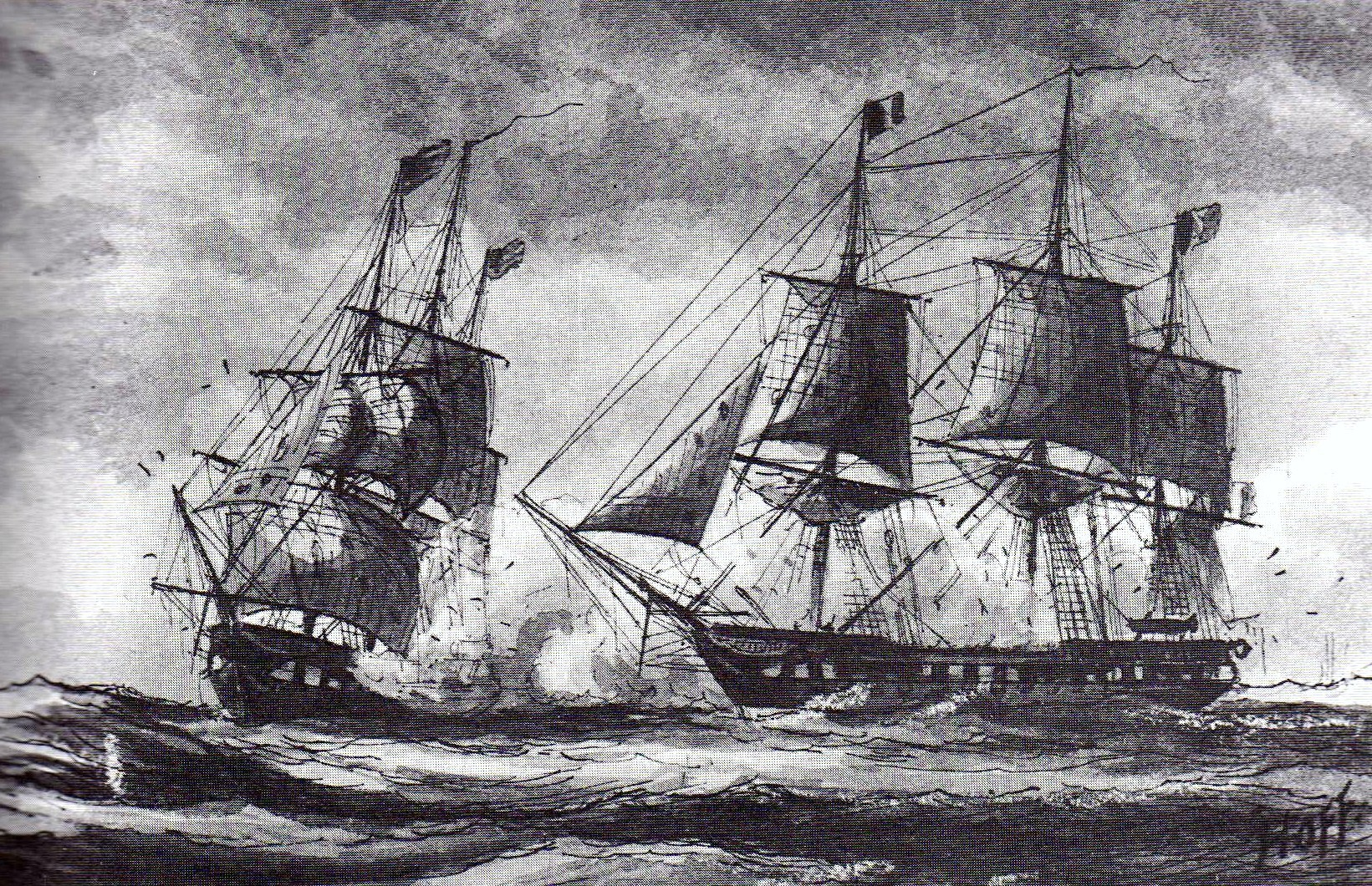
Walka USS „Constellation” z „L’Insurgente” (ryc. Williama B. Hoffa)

US Navy miała flotę składającą się z około 25 okrętów. Patrolowały one południowe wybrzeża Stanów Zjednoczonych i Indie Zachodnie, szukając francuskich korsarzy. Upór, z jakim komandor Thomas Truxtun dążył do jak najlepszego wyszkolenia załogi, opłacił się, gdy jego fregata USS „Constellation” zdobyła „L’Insurgente” i ciężko uszkodziła „La Vengeance”. Francuscy kaprzy zazwyczaj stawiali opór, jak na przykład „La Croyable”, który został zagarnięty 7 lipca 1798 przez USS „Delaware” u wybrzeży New Jersey. USS „Enterprise” zdobył 8 jednostek kaperskich i uwolnił 11 amerykańskich statków handlowych. USS „Experiment” zdobył francuskie okręty korsarskie „Deux Amis” i „Diane”, uwalniając pewną liczbę kupców. USS „Boston” zmusił do poddania się „Le Berceau”. Silas Talbot zorganizował 11 maja 1800 roku ekspedycję do Zatoki Puerto Plata hiszpańskiej kolonii Santo Domingo na Haiti; marynarze i marines z USS „Constitution” pod dowództwem kapitana Isaaca Hulla zdobyli przez zaskoczenie francuski okręt kaperski „Sandwich”, a następnie zagwoździli działa w hiszpańskim forcie.
Tylko jeden okręt US Navy – USS „Retaliation” – wpadł w ręce wroga. Był to były okręt korsarski „La Croyable”, nabyty wcześniej przez US Navy. „Retaliation” wyszedł z Norfolk 28 października 1798, w towarzystwie USS „Montezuma” i „Norfolk”, z zamiarem udania się do Indii Zachodnich. 20 listopada francuskie fregaty „L’Insurgente” i „Volontaire” zaskoczyły „Retaliation”, gdy pozostałe dwa amerykańskie okręty były daleko i zmusiły dowódcę, kapitana Williama Bainbridge’a do poddania szkunera. „Montezuma” i „Norfolk” zdołały ujść m.in. dlatego, że Bainbridge przekonał francuskiego dowódcę, że amerykańskie okręty są zbyt silnym przeciwnikiem dla jego fregat. Szkuner nazwany przez Francuzów „Magicienne” ponownie dostał się 28 czerwca w ręce Amerykanów, gdy salwa z dział USS „Merrimack” zmusiła załogę do opuszczenia bandery.
Kutry celne, służące w Revenue-Marine, poprzedniczce Coast Guard, również brały udział w konflikcie. Kuter USRC „Pickering” dowodzony przez Edwarda Preble’a, odbył dwa rejsy do Indii Zachodnich i zdobył kilka pryzów. Preble oddał dowództwo „Pickeringa” Benjaminowi Hillarowi, któremu udało się zwyciężyć i zdobyć, po 9-godzinnej bitwie, znacznie większy i silnie uzbrojony okręt korsarski „l’Egypte Conquise”. We wrześniu 1800 roku, Hillar, „Pickering” i cała załoga zginęli w morzu, w ciężkim sztormie.
Amerykańskie straty w tej dziwnej wojnie były niewielkie; w ręce przeciwnika wpadł tylko jeden uzbrojony okręt, jakkolwiek jedno ze źródeł stwierdza, że do końca wojny w roku 1800 Francuzi zagarnęli ponad dwa tysiące amerykańskich statków handlowych.
Mimo że walczyły z tym samym wrogiem, Royal Navy i US Navy nie współpracowały ze sobą, nie dzieliły się planami operacyjnymi, ani nie próbowały wzajemnie obserwować swych działań. Brytyjczycy sprzedawali Amerykanom żywność i amunicję. Ponadto, obie marynarki opracowały wspólny system sygnałów, służących wzajemnemu rozpoznawaniu okrętów wojennych, a także zezwalały statkom handlowym obu krajów dołączać się do konwojów każdej ze stron.

## Zakończenie wojny
Mieszkaniec Pensylwanii, pacyfista George Logan, w 1798 r. – z własnej inicjatywy i na własny koszt – przybył do Paryża, aby ustanowić pokój pomiędzy USA a Francją. Na wieść o tym Kongres uchwalił w 1799 ustawę Logana (Logan Act). Na jej mocy obywatel USA, który bez upoważnienia Kongresu nawiązuje kontakty z obcym rządem z intencją wpływania na zachowanie tego obcego rządu w sprawach dotyczących sporów z USA, podlega karze grzywny do 5 tys. dolarów lub więzienia do lat 3. Zakaz ten był wielokrotnie naruszany, ustawa pozostała martwą literą.
Jesienią roku 1800 Pierwszy Konsul I Republiki, Napoleon Bonaparte, zdecydował się na ograniczenie działalności francuskich kaprów i floty wojennej. Traktat z Mortefontaine, podpisany 30 września, zakończył wojnę francusko-amerykańską. Wieść o tym nie dotarła do Stanów Zjednoczonych wystarczająco wcześnie, by pomóc Johnowi Adamsowi uzyskać re-elekcję w wyborach prezydenckich 1800 roku.